# 國際刑警組織護照
國際刑警組織護照（英語：Interpol Travel Document），是簽發給國際刑警組織官員及刑警一個旅行證件。其簽發目的為使其簽證要求人員得到通關的外交豁免權，減少部署時間，以協助跨國犯罪調查、重大事件或緊急情況。
國際刑警組織護照包括一個的電子護照本和一個電子身份識別證，在國際刑警組織於公務職責前往成員國時，國際刑警組織將給予持有人特殊的移民身份。
國際刑警組織執行委員會於2009年3月主動提案國際刑警組織護照，並於2010年11月在多哈舉行的第79屆國際刑警組織大會由國際刑警組織成員國一致通過批准。

## 外觀
電子護照本包含34簽證頁和機器讀取的聚碳酸酯個人資料頁，護照封面是黑底及銀色壓印，上有國際刑警組織的拉丁文（INTERPOL）及阿拉伯語寫法，中間為國際刑警組織標誌，下有護照的四種國際刑警組織官方語言寫法：英語（PASSPORT），法語（PASSEPORT），西班牙語（PASAPORTE）和阿拉伯語。在個人資料頁有持證人的履歷、照片、簽名、證件號碼、到期日、職務、識別證發證日期。生物特徵護照與機器讀條附於頁面底部。
電子身份識別證是一張淡藍色的聚碳酸酯智能卡。正面附有國際刑警組織的標誌並有持證人的履歷、照片、簽名、證件號碼和到期日。反面有持證人的職務、識別證發證日期和機器讀條。

## 技術特點
國際刑警組織護照是由EDAPS聯盟和Entrust開發。
國際刑警組織護照包含29項安全功能，包括雷射雕刻、無線射頻辨識儲存持證人的生物特徵數據、全息照相、顯微圖像和光學安全元素。
無論是電子護照本或是電子身份識別證皆符合國際民航組織的相關ISO標準並分配到三個字母的國家代碼"XPO"。國際刑警組織護照都產自位於烏克蘭基輔的EDAPS，當準持證人的個人資料被接收後，可以在不到兩個小時內進行打印和派送。

## 國際認可
每個成員國在決定是否承認電子護照本或電子身份識別證是否需要與國家護照一起使用，然後給予免簽證、簽證加急處理或其他一些特殊簽證待遇取決於各個成員國的安排。
截至2013年12月，國際刑警組織護照被接受兩種形式（電子護照本/電子身份識別證），適用於國際刑警組織190個成員國中的66個成員國，另外在112個非成員國國家法律範圍內亦承認。據預計，國際刑警組織的100名成员國將於國際刑警組織於2014年11月在摩納哥舉行的第83屆國際刑警組織大會承認國際刑警組織護照，以紀念國際刑警組織大會第100週年。

### 66個成員國
| - 阿富汗 - 阿尔巴尼亚 - 阿尔及利亚 - 安道尔 - 阿根廷 - 亞美尼亞 - 白俄羅斯 - 巴西 - 布吉納法索 - 柬埔寨 - 喀麦隆 - 中非 - 哥伦比亚 |  | - 刚果共和国 - 刚果民主共和国 - 埃及 - 斐济 - 法國 - 加彭 - 格瑞那達 - 几内亚 - 约旦 - 拉脫維亞 |  | - 黎巴嫩 - 利比里亚 - 马达加斯加 - 馬爾地夫 - 模里西斯 - 摩納哥 - 莫桑比克 - 緬甸 - 纳米比亚 - 尼泊尔 - 奈及利亞 - 巴基斯坦 - 巴拿马 - 菲律賓 - 卢旺达 |  | - 塞内加尔 - 塞舌尔 - 新加坡 - 荷屬聖馬丁 - 斯洛伐克 - 苏丹 - 坦桑尼亚 - 多哥 - 乌干达 - 乌拉圭 - 葉門 - 辛巴威 |

## 参見
- 外交豁免權
- 護照列表